# 前川正人
前川 正人（まえがわ まさと、1965年9月1日 - ）は日本のゲームクリエイター。
トレジャー代表取締役社長。福井県出身。東京理科大学理工学部経営工学科卒。

## 略歴
1989年、コナミに入社。プログラマーとして家庭用ゲームの開発に携わる。
1992年、当時の同僚と共にコナミから独立しトレジャーを設立。得意のアクションゲーム、シューティングゲームを中心に開発を始める。
近年では社長職としての製作に専念し、開発を直接指揮する事は少なくなっている。
昔はふけ顔であり、30代の頃に「よく40歳ぐらいに見られる」と語っていた。

## 作品
- ドラキュラ伝説：プログラム（非メイン）
- バッキーオヘア：プログラム・ディレクション
- ガンスターヒーローズ：監修
  - ガンスタースーパーヒーローズ：プロデュース
- マクドナルド トレジャーランドアドベンチャー：メインプログラム、プロデュース
- ダイナマイトヘッディー：プログラム
- 幽☆遊☆白書 魔強統一戦：監修
- エイリアンソルジャー：プログラム、監修
- ライトクルセイダー：プログラム
- ガーディアンヒーローズ：ディレクション、制作進行
  - アドバンスガーディアンヒーローズ：製作総指揮
- ゆけゆけ!!トラブルメーカーズ：メインプログラム、監修
- シルエットミラージュ：製作総指揮
- レイディアントシルバーガン：製作総指揮
- 爆裂無敵バンガイオー：製作総責任
- ラクガキショータイム：ディレクション
- シルフィード ザ・ロスト・プラネット：ゲームパートディレクション
- 罪と罰シリーズ：プロデュース
  - 罪と罰 〜地球の継承者〜：プロデューサー
  - 罪と罰 宇宙の後継者：プロデューサー
- 斑鳩：製作総指揮
- はじめの一歩（GBA版）：プロデュース
- ドラゴンドライブ（GC版）：マネージメントディレクション
- ワリオワールド：プロデュース（出石武宏と共同）
- グラディウスV：製作総指揮

## 関連記事
- トレジャー
- ゲームクリエイター一覧